# Stenosarina crosnieri
Stenosarina crosnieri is een soort in de taxonomische indeling van de armpotigen (Brachiopoda). 
Het dier behoort tot het geslacht Stenosarina en behoort tot de familie Terebratulidae. De wetenschappelijke naam van de soort werd voor het eerst geldig gepubliceerd in 1983 voor het eerst wetenschappelijk door Cooper.